# San Tommaso a Capuana (Nápoly)
A San Tommaso a Capuana templom Nápoly történelmi központjában.

## Története
A templom középkori alapítású. 1176-ban a cavai bencések szerezték meg. Az évszázadok során többször is átépítették, s a 18. században nyerte el mai, barokk formáját. A templom érdekességei közül a barokk homlokzat emelkedik ki. Két oldalát lizénák zárják le, amelyek közrefognak egy íves lunettát. A belső díszítései közül figyelemre méltók Giuseppe Bonito, Ludovico De Maio valamint egy ismeretlen 16. századi festő alkotásai. A homlokzat belső részét 17. századi, angyalokat ábrázoló freskók díszítik. Neve onnan származik, hogy a capuai városkapu (Porta Capuana) mellett épült fel. A Santa Caterina a Formiello megépítéséig ez volt a környék legjelentősebb temploma. Jelenleg nem látogatható, a Santa Caterinát fenntartó testvériség székhelye.